# Lars Müller (Fußballspieler)
Lars Müller (* 22. März 1976 in Werne) ist ein ehemaliger deutscher Fußballspieler und heutiger -trainer. Seit Januar 2017 trainiert er den Landesligisten Werner SC.

## Karriere

### Verein
In der Jugend spielte er für die Fußballabteilung der Sportfreunde Werne-West, einem in seinem Geburtsort ansässigen Sportverein, bevor er über den SV Herbern und die Hammer SpVg 1995 vom Bundesligisten und amtierenden Meister Borussia Dortmund verpflichtet wurde. Sein Bundesligadebüt gab er am 6. April 1996 (26. Spieltag) beim 1:1-Unentschieden im Heimspiel gegen Werder Bremen, als er in der 77. Minute für Lars Ricken eingewechselt wurde. Nachdem er dort in seinem zweiten Jahr nur einmal zum Einsatz gekommen war, wechselte er für drei Spielzeiten zum Zweitligisten KFC Uerdingen 05 und anschließend für zwei zum Ligakonkurrenten Alemannia Aachen. Von 2001/02 bis 2005/06 spielte er für den 1. FC Nürnberg, davon eine Spielzeit in der 2. Bundesliga, und war dort Stammspieler im Mittelfeld. Zur Saison 2006/07 wechselte er zum Zweitligisten FC Augsburg, bei dem er in der Saison 2008/09 das Kapitänsamt übernahm. Nach dem Ende der Saison 2008/09 fand Müller in Augsburg unter dem neuen Trainer keine Berücksichtigung und erhielt somit auch keinen neuen Vertrag. Im Sommer 2009 präsentierte er sich daher im Training der Vereinigung der Vertragsfußballspieler, um einen neuen Arbeitgeber zu finden. Daraufhin wechselte er zum nordostdeutschen Oberligisten RB Leipzig, mit dem er 2010 als Meister in die Regionalliga Nord aufstieg.

### Nationalmannschaft
Lars Müller bestritt neun Länderspiele für die U-21-Nationalmannschaft. Sein Debüt am 23. April 1996 in Sittard, beim 2:0-Sieg gegen den niederländischen Gastgeber krönte er – nach seiner Einwechslung für Thomas Brdarić – sogleich mit seinem ersten Länderspieltor. Sein letztes Länderspiel bestritt er am 29. Mai 1998 in Bukarest, beim 2:0-Sieg gegen die Auswahl Rumäniens im Spiel um Platz 5 der Europameisterschaft in Rumänien.

### Trainer und Funktionär
Ab der Saison 2011/12 war Müller eineinhalb Jahre lang Spielertrainer der Hammer Spielvereinigung in der Westfalenliga 1. Nach seiner Freistellung im November 2012 übernahm er bis zum Ende der Saison den Posten des Sportlichen Leiters. Im Januar 2017 übernahm er als Cheftrainer den Landesligisten Werner SC.

## Erfolge
- Deutscher Meister 1995/96 (mit Borussia Dortmund)
- Meister der Oberliga Nordost 2009/10 (mit RB Leipzig)